# Neeltje Lokerse
Neeltje Lokerse (Yerseke, 31 augustus 1868 – Voorburg, 17 februari 1954) was een Zeeuwse dienstbode die opkwam voor de rechten van dienstbodes en ongehuwde moeders.

## Biografie

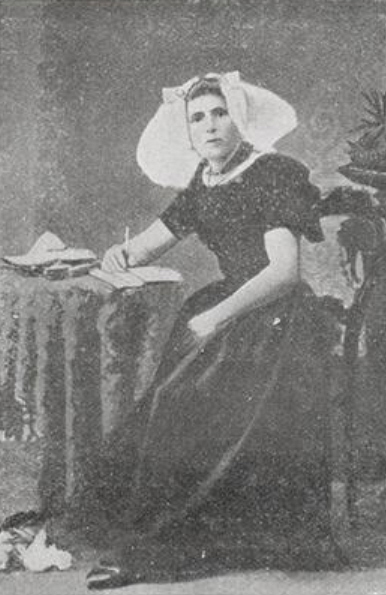
Neeltje Lokerse, 1906

Neeltje Lokerse werd geboren in 1868 als dochter van de orthodox-protestante landbouwer Jan Lokerse en Neeltje Louisse, dienstbode. Toen ze vier jaar was overleden een broer en zusje; haar vader stierf vier jaar later. Twee jaar later hertrouwde haar moeder met Jacob Mallekoote; dit huwelijk werd na vijf jaar ontbonden. 
Tijdens de jeugd van Lokerse floreerde de economie van Yerseke door de oesterteelt, de bevolking groeide explosief. Dit leidde zowel tot toename van drankmisbruik en prostitutie, als opbloei van het godsdienstig leven.
Na de lagere school werd Lokerse dienstbode, om te beginnen in de omgeving van Goes. Toen ze twintig jaar was, kreeg ze een betrekking in Amsterdam en later verhuisde ze naar Den Haag. Zij kreeg in 1901 een zoon, Cornelis, van haar Haagse werkgever S.J. Burgerhout, een adviseur in recht en verzekeringen. Burgerhout weigerde met Lokerse te trouwen, het kind te erkennen of financiële steun te geven. De toen geldende wet liet geen onderzoek naar het vaderschap toe.
Om de aandacht te vestigen op haar zaak en de onrechtvaardigheid van haar situatie schoot Lokerse op 12 september 1902 een pistool af in het kantongerecht op het Binnenhof waar Burgerhout op dat moment aanwezig was. Zij werd gearresteerd en haar rechtszaak haalde de landelijke pers. Omdat niet bewezen kon worden dat ze het plan had Burgerhout neer te schieten, en onder druk van de publieke opinie, werd ze in december 1902 vrijgesproken.

## Activisme
Na haar vrijspraak gaf Lokerse lezingen en schreef ze brochures. Haar eerste lezing vond plaats in 1903 in het Haagse Diligentia, in aanwezigheid van Wilhelmina Drucker. In 1914 publiceerde ze Bertha van Doorn, een roman waarin een dienstmeisje door haar baas in de steek werd gelaten.
Lokerse zette zich in voor ongehuwde moeders en voor verbetering van de leef- en werkomstandigheden van dienstbodes. Ook sprak ze zich uit over prostitutie. Zij had een heel eigen kijk op de problematiek en heeft zich nooit aangesloten bij organisaties die op hetzelfde terrein actief waren zoals de Nederlandsche Middernachtzendings Vereeniging, de Vereeniging ter Behartiging van de Belangen der Jonge Meisjes en de Nederlandsche Vereeniging tegen de Prostitutie.  Anders dan de meeste organisaties uit die tijd wilde zij niet dat de prostitutie aan banden gelegd zou worden. Bordelen moesten volgens haar blijven bestaan, zodat de dienstbodes met rust gelaten zouden worden.
In 1909 werd de Wet-Loeff aangenomen, waarna het mogelijk werd onderzoek te doen naar het vaderschap. Hierin werd ook alimentatie geregeld. Lokerse steunde de wet niet omdat volgens haar niet alimentatie maar een huwelijk de juiste oplossing was voor ongehuwde moeders.
Ze trouwde in 1916 met Willem van Strien, voormalig agrariër, en woonde in Den Haag en Scheveningen. Ze bleef in haar Zuid-Bevelandse dracht lopen en door het hele land lezingen houden. Haar echtgenoot overleed in 1929. Haar zoon, die ze niet zelf kon opvoeden, bleef haar steunen toen ze ziek werd. Neeltje Lokerse overleed in 1954 op 85-jarige leeftijd.

## Erkenning
In de wijk Stevenshof in Leiden is het Neeltje Lokersepad naar haar vernoemd.

## Fictie
- 2018 - Marlies Allewijn. De Meid. Het waargebeurde verhaal van een onverschrokken dienstbode. Alkmaar, Uitgeverij Pepper Books ISBN 978-90-206-0863-2 paperback; ISBN 978-90-206-3384-9 e=book